# Ben Lanzarone
Benjamin Anthony Lanzarone (28 tháng 10 năm 1938  –  16 tháng 2 năm 2024) là một nhà soạn nhạc người Mỹ và giám đốc âm nhạc. Ông viết nhạc cho hàng trăm chương trình như The Tracy Ullman Show, The Jay Leno Comedy Hour. Vợ ông là nữ diễn viên Ilene Graff .

## Sự nghiệp
Lanzarone cũng tham gia hoạt động âm nhạc tại sân khấu Broadway.

## Cuộc sống cá nhân
Lanzarone kết hôn với nữ diễn viên và ca sĩ Ilene Graff năm 1978, họ có một đứa con gái tên là Nikka Graff.. Ben là anh rể của diễn viên và đạo diễn Todd Graff. Ông qua đời vì bệnh ung thư phổi vào ngày 16 tháng 2 năm 2024, thọ 85 tuổi.